# Остир-Камик
Остир-Ка́мик (болг. Остър камък) — село в Хасковській області Болгарії. Входить до складу общини Харманли.

## Населення
За даними перепису населення 2011 року у селі проживали 120 осіб, з них 103 особи (98,1%) — болгари.
Розподіл населення за віком у 2011 році:
Динаміка населення: